# Manal Hasnawi
Manal Hasnawi, née en 1985, est une haltérophile tunisienne.

## Carrière
Aux championnats d'Afrique 2004 à Tunis, Manal Hasnawi est médaillée d'argent à l'arraché, à l'épaulé-jeté et au total dans la catégorie des plus de 75 kg.